# 29448 Pappos
29448 Pappos este un asteroid din centura principală de asteroizi.

## Descriere
29448 Pappos este un asteroid din centura principală de asteroizi. A fost descoperit pe 23 august 1997 la Prescott (Arizona) de Paul G. Comba. Asteroidul prezintă o orbită caracterizată de o semiaxă mare de 2,39 ua, o excentricitate de 0,30 și o înclinație de 1,4° în raport cu ecliptica.